# Ceriagrion varians
Ceriagrion varians är en trollsländeart som först beskrevs av Martin 1908.  Ceriagrion varians ingår i släktet Ceriagrion och familjen dammflicksländor. IUCN kategoriserar arten globalt som livskraftig. Inga underarter finns listade i Catalogue of Life.